# 四氯化钋
四氯化钋 (又称氯化钋(IV)) ，是一种无机化合物，化学式 PoCl4。它是一种易潮解的黄色固体。在 200 °C 以上，它会分解成二氯化钋和氯气。同族氯化物四氯化硒和四氯化碲也有此性质。

## 结构
四氯化钋是单斜晶系或是三斜晶系的。

## 外观
在室温下的四氯化钋是黄色固体。到了熔点 (300 °C), 它变成类似吸管颜色的黄色物质。到了沸点 (390 °C), 它是猩红色的物质。四氯化钋蒸汽是紫色的，到了500 °C 高温的四氯化钋则是青色的。

## 制备
四氯化钋可以由以下方法制备:
- 二氧化钋和氯化氢，氯化亚砜气体或五氯化磷反应而成;[1]
- 钋金属和盐酸反应;
- 200 °C 时二氧化钋和四氯化碳反应;
- 钋和氯气在 200 °C 反应。